# Beng Rovigo Volley 2015-2016
Questa voce raccoglie le informazioni riguardanti la Beng Rovigo Volley nelle competizioni ufficiali della stagione 2015-2016.

## Stagione
La stagione 2015-16 è per la Beng Rovigo Volley la terza consecutiva in Serie A2: viene cambiato sia l'allenatore, la cui scelta cade su Alessio Simone, che tutta la rosa con le uniche conferme di Maria Chiara Norgini e Gloria Lisandri. Tra i nuovi acquisti quelli di Eleonora Furlan, Laura Grigolo, Gaia Moretto, Patrycja Polak, Barbara Bacciottini, Silvia Fiori, Laura Tomsia e Ariana Pîrv, quest'ultima arrivata a campionato in corso, mentre tra le cessioni quelle di Roberta Brusegan, Alessandra Guatelli, Silvia Lotti, Costanza Manfredini, Lulama Musti De Gennaro, Giulia Pincerato e Carolina Zardo.
Il campionato si apre con la vittoria per 3-1 sul VolAlto Caserta: dopo la sconfitta contro la Pallavolo Cisterna 88, la squadra di Rovigo si aggiudica la partita ai danni della Golem Volley; nel resto del girone di andata la Beng Rovigo Volley collezionerà esclusivamente sconfitta, eccetto un solo successo, alla dodicesima giornata, contro la Lilliput Pallavolo, chiudendo il girone di andata al tredicesimo posto, fuori dalla zona qualificazione per la Coppa Italia di Serie A2. Nel girone di ritorno la situazione rimane pressoché invariata, con il club veneto che ottiene la vittoria in tre partite, alla quindicesima, alla diciottesima e all'ultima giornata, confermando il tredicesimo posto in classifica e retrocedendo in Serie B1.

## Organigramma societario
Area direttiva
- Presidente: Antonio Monesi

Area tecnica
- Allenatore: Alessio Simone
- Allenatore in seconda: Simona Ghisellini
- Assistente allenatore: Giacomo Antoniazzi
- Scout man: Francesca Pantiglioni

Area sanitaria
- Preparatore atletico: Elisabetta Peretto
- Fisioterapista: Sergio Marzolla

## Rosa
| N° | Nome                 | Ruolo | Data di nascita   | Nazionalità sportiva |
| -- | -------------------- | ----- | ----------------- | -------------------- |
| 1  | Barbara Bacciottini  | P     | 28 luglio 1994    | Italia               |
| 2  | Maria Chiara Norgini | L     | 11 settembre 1998 | Italia               |
| 3  | Silvia Fiori         | L     | 18 luglio 1994    | Italia               |
| 4  | Sirya Tangini        | C     | 1º ottobre 1997   | Italia               |
| 5  | Eleonora Furlan      | C     | 10 marzo 1995     | Italia               |
| 6  | Adele Poggi          | S     | 29 marzo 1996     | Italia               |
| 7  | Patrycja Polak       | S     | 23 febbraio 1991  | Polonia              |
| 8  | Ludovica Scapati     | C     | 1º luglio 1996    | Italia               |
| 9  | Gaia Moretto         | C     | 18 settembre 1994 | Italia               |
| 10 | Laura Tomsia         | S/O   | 19 ottobre 1992   | Polonia              |
| 12 | Laura Grigolo        | S     | 1º marzo 1996     | Italia               |
| 13 | Ariana Pîrv          | S     | 24 maggio 1996    | Italia               |
| 14 | Gloria Lisandri      | S     | 28 gennaio 1994   | Italia               |
| 18 | Cecilia Vallicelli   | P     | 25 settembre 1993 | Italia               |

## Mercato
| Acquisti | Acquisti            | Acquisti         | Acquisti   |
| R.       | Nome                | da               | Modalità   |
| -------- | ------------------- | ---------------- | ---------- |
| P        | Barbara Bacciottini | Soverato         | definitivo |
| L        | Silvia Fiori        | Flero            | definitivo |
| C        | Eleonora Furlan     | Imoco            | definitivo |
| S        | Laura Grigolo       | Pool Piave       | definitivo |
| C        | Gaia Moretto        | Piacentina       | definitivo |
| S        | Ariana Pîrv         | Soverato         | definitivo |
| S        | Adele Poggi         | San Casciano     | definitivo |
| S        | Patrycja Polak      | Pałac Bydgoszcz  | definitivo |
| C        | Ludovica Scapati    | Bruel Bassano    | definitivo |
| C        | Sirya Tangini       | Anderlini        | definitivo |
| S/O      | Laura Tomsia        | Murowana Goślina | definitivo |
| P        | Cecilia Vallicelli  | Le Cannet        | definitivo |

| Cessioni | Cessioni                | Cessioni             | Cessioni   |
| R.       | Nome                    | a                    | Modalità   |
| -------- | ----------------------- | -------------------- | ---------- |
| C        | Roberta Brusegan        | Libertas Martignacco | definitivo |
| P        | Alessandra Coan         | Fontane              | definitivo |
| S        | Laura Crepaldi          | LeAli                | definitivo |
| S        | Alessandra Guatelli     | Trentino Rosa        | definitivo |
| S        | Silvia Lotti            | Savino Del Bene      | definitivo |
| S        | Joelle M'Bra            | Pesaro               | definitivo |
| S        | Costanza Manfredini     | Libertas Aversa      | definitivo |
| C        | Lulama Musti De Gennaro | ?                    | definitivo |
| P        | Giulia Pincerato        | CSM Bucarest         | definitivo |
| C        | Benedetta Puglisi       | Montecchio Maggiore  | definitivo |
| L        | Carolina Zardo          | Trentino Rosa        | definitivo |

## Risultati

### Serie A2

#### Girone di andata
| 1ª giornata - 18 ottobre 2015 Palazzetto dello Sport, Rovigo         | Beng Rovigo     | 3 - 1 | VolAlto Caserta | 24-26, 25-22, 25-14, 25-19        |
| 2ª giornata - 25 ottobre 2015 PalaRamadù, Cisterna di Latina         | Cisterna        | 3 - 0 | Beng Rovigo     | 26-24, 25-21, 26-24               |
| 3ª giornata - 1º novembre 2015 Palazzetto dello Sport, Rovigo        | Beng Rovigo     | 3 - 0 | Golem           | 28-26, 25-22, 32-30               |
| 4ª giornata - 8 novembre 2015 PalaRomiti, Forlì                      | Forlì           | 3 - 0 | Beng Rovigo     | 25-14, 25-13, 25-19               |
| 5ª giornata - 15 novembre 2015 Palazzetto dello Sport, Rovigo        | Beng Rovigo     | 0 - 3 | Hermaea         | 14-25, 20-25, 22-25               |
| 6ª giornata - 18 novembre 2015 PalaBaldinelli, Osimo                 | Filottrano      | 3 - 1 | Beng Rovigo     | 23-25, 25-22, 25-12, 25-17        |
| 7ª giornata - 21 novembre 2015 Palazzetto dello Sport, Rovigo, Monza | Pro Victoria    | 3 - 1 | Beng Rovigo     | 25-13, 26-28, 26-24, 25-12        |
| 8ª giornata - 29 novembre 2015 Palazzetto dello Sport, Rovigo        | Beng Rovigo     | 0 - 3 | Trentino Rosa   | 13-25, 24-26, 15-25               |
| 9ª giornata - 6 dicembre 2015 PalaMaddalene, Chieri                  | Chieri '76      | 3 - 0 | Beng Rovigo     | 25-12, 25-10, 25-20               |
| 10ª giornata - 13 dicembre 2015 Palazzetto dello Sport, Rovigo       | Beng Rovigo     | 2 - 3 | Pesaro          | 21-25, 16-25, 25-23, 25-18, 17-19 |
| 11ª giornata - 19 dicembre 2015 PalaScoppa, Soverato                 | Soverato        | 3 - 0 | Beng Rovigo     | 25-16, 25-16, 25-12               |
| 12ª giornata - 22 dicembre 2015 Palazzetto dello Sport, Rovigo       | Beng Rovigo     | 3 - 0 | Lilliput        | 25-18, 25-18, 25-21               |
| 13ª giornata - 17 gennaio 2016 PalaJacazzi, Aversa                   | Libertas Aversa | 3 - 0 | Beng Rovigo     | 25-15, 25-15, 25-23               |

#### Girone di ritorno
| 14ª giornata - 24 gennaio 2016 Palazzetto dello Sport, Caserta        | VolAlto Caserta | 3 - 1 | Beng Rovigo     | 25-22, 25-18, 20-25, 25-19        |
| 15ª giornata - 31 gennaio 2016 Palazzetto dello Sport, Rovigo         | Beng Rovigo     | 3 - 2 | Cisterna        | 18-25, 19-25, 25-23, 25-19, 15-12 |
| 16ª giornata - 7 febbraio 2016 PalaSurace, Palmi                      | Golem           | 3 - 1 | Beng Rovigo     | 25-20, 25-22, 23-25, 28-26        |
| 17ª giornata - 14 febbraio 2016 Palazzetto dello Sport, Rovigo        | Beng Rovigo     | 0 - 3 | Forlì           | 16-25, 19-25, 16-25               |
| 18ª giornata - 21 febbraio 2016 Geopalace, Olbia                      | Hermaea         | 0 - 3 | Beng Rovigo     | 20-25, 20-25, 20-25               |
| 19ª giornata - 24 febbraio 2016 Palazzetto dello Sport, Rovigo        | Beng Rovigo     | 2 - 3 | Filottrano      | 26-24, 22-25, 25-15, 21-25, 14-16 |
| 20ª giornata - 28 febbraio 2016 Palazzetto dello Sport, Rovigo        | Beng Rovigo     | 1 - 3 | Pro Victoria    | 14-25, 25-23, 17-25, 16-25        |
| 21ª giornata - 6 marzo 2016 PalaSanbapolis, Trento                    | Trentino Rosa   | 3 - 0 | Beng Rovigo     | 25-16, 25-23, 25-10               |
| 22ª giornata - 13 marzo 2016 Palazzetto dello Sport, Rovigo           | Beng Rovigo     | 1 - 3 | Chieri '76      | 25-21, 23-25, 20-25, 22-25        |
| 23ª giornata - 26 marzo 2016 PalaCampanara, Pesaro                    | Pesaro          | 3 - 0 | Beng Rovigo     | 25-16, 25-14, 25-14               |
| 24ª giornata - 3 aprile 2016 Palazzetto dello Sport, Rovigo           | Beng Rovigo     | 1 - 3 | Soverato        | 18-25, 15-25, 25-20, 23-25        |
| 25ª giornata - 6 aprile 2016 Palazzetto dello Sport, Settimo Torinese | Lilliput        | 3 - 2 | Beng Rovigo     | 25-18, 25-16, 23-25, 22-25, 16-14 |
| 26ª giornata - 10 aprile 2016 Palazzetto dello Sport, Rovigo          | Beng Rovigo     | 3 - 1 | Libertas Aversa | 25-20, 21-25, 25-20, 25-19        |

## Statistiche

### Statistiche di squadra
| Competizione | Punti | In casa | In casa | In casa | In trasferta | In trasferta | In trasferta | Totale | Totale | Totale |
| Competizione | Punti | G       | V       | P       | G            | V            | P            | G      | V      | P      |
| ------------ | ----- | ------- | ------- | ------- | ------------ | ------------ | ------------ | ------ | ------ | ------ |
| Serie A2     | 20    | 13      | 5       | 8       | 13           | 1            | 12           | 26     | 6      | 20     |
| Totale       | -     | 13      | 5       | 8       | 13           | 1            | 12           | 26     | 6      | 20     |

G = partite giocate; V = partite vinte; P = partite perse

### Statistiche dei giocatori
| Giocatore      | Serie A2 | Serie A2 | Serie A2 | Serie A2 | Serie A2 | Totale | Totale | Totale | Totale | Totale |
| Giocatore      | P        | PT       | AV       | MV       | BV       | P      | PT     | AV     | MV     | BV     |
| -------------- | -------- | -------- | -------- | -------- | -------- | ------ | ------ | ------ | ------ | ------ |
| B. Bacciottini | 24       | 32       | ?        | ?        | ?        | 24     | 32     | ?      | ?      | ?      |
| S. Fiori       | 26       | 1        | ?        | ?        | ?        | 26     | 1      | ?      | ?      | ?      |
| E. Furlan      | 25       | 186      | ?        | ?        | ?        | 25     | 186    | ?      | ?      | ?      |
| L. Grigolo     | 26       | 305      | ?        | ?        | ?        | 26     | 305    | ?      | ?      | ?      |
| G. Lisandri    | 20       | 99       | ?        | ?        | ?        | 20     | 99     | ?      | ?      | ?      |
| G. Moretto     | 21       | 127      | ?        | ?        | ?        | 21     | 127    | ?      | ?      | ?      |
| M. Norgini     | 8        | -        | -        | -        | -        | 8      | -      | -      | -      | -      |
| A. Pîrv        | 12       | 144      | ?        | ?        | ?        | 12     | 144    | ?      | ?      | ?      |
| A. Poggi       | 19       | 38       | ?        | ?        | ?        | 19     | 38     | ?      | ?      | ?      |
| P. Polak       | 25       | 259      | ?        | ?        | ?        | 25     | 259    | ?      | ?      | ?      |
| L. Scapati     | 21       | 46       | ?        | ?        | ?        | 21     | 46     | ?      | ?      | ?      |
| S. Tangini     | 12       | 36       | ?        | ?        | ?        | 12     | 36     | ?      | ?      | ?      |
| L. Tomsia      | 15       | 59       | ?        | ?        | ?        | 15     | 59     | ?      | ?      | ?      |
| C. Vallicelli  | 19       | 22       | ?        | ?        | ?        | 19     | 22     | ?      | ?      | ?      |

P = presenze; PT = punti totali; AV = attacchi vincenti; MV = muri vincenti; BV = battute vincenti